# C10H14N4O4
化学式C10H14N4O4（摩尔质量：254.24 g/mol）可能指：
- 二羟丙茶碱 混合CAS编号：479-18-5 
  - (R)-二羟丙茶碱，PubChem CID：688353
  - (S)-二羟丙茶碱，PubChem CID：688352
- 1,2-二(3,5-二氧代-1-哌嗪基)乙烷，CAS号：1506-47-4
- 1,6-己二醇二偶氮乙酸酯，CAS号：10109-27-0

|  | 这个同类索引页列出了具有相同分子式的化学物（即同分異構體）条目。 除非您是有意链接至本页，否则应将相应条目的内部链接指向正确的条目。 |